# Референдум по новому союзному договору в Абхазии (1991)
17 марта 1991 года в Абхазской АССР был организован референдум, являвшийся частью Всесоюзного референдума о сохранении СССР, в ходе которого населению было предложено выразить своё мнение относительно нового Союзного Договора, которым Советский Союз преобразовывался в менее централизованное государство. Грузинское население Абхазии в основном бойкотировало референдум, последовав примеру Грузинской ССР, в которой референдум на эту тему не проводился. В свою очередь, абхазское и русское население бойкотировало Референдум о восстановлении независимости Грузии, проводившийся через месяц после вышеназванного.

## Итоги голосования
Проголосовало 166544 человек, из которых 98,61 % высказались в пользу нового союзного договора, 0,94 % против и 0,45 % голосов признаны недействительными. 166544 проголосовавших соответствовали явке в 52,32 % из 318317 зарегистрированных избирателей.

## Последствия
Союзный договор был одобрен во всех республиках, проводивших референдум. Однако вступлению его в силу помешала попытка государственного переворота в августе 1991 года, ставшая одной из причин распада Советского Союза (26 декабря).
Тот факт, что избиратели в Абхазии легитимно утвердили союзный договор, в то время как Грузинская ССР декларировала свою независимость 9 апреля, проигнорировав законный референдум, был выдвинут Абхазией в качестве аргумента в пользу того, что Абхазская АССР имеет право самостоятельно выбирать своё будущее.